# Vaccinium leucanthum
Vaccinium leucanthum är en ljungväxtart som beskrevs av Adelbert von Chamisso och Schltdl. Vaccinium leucanthum ingår i Blåbärssläktet, och familjen ljungväxter. Inga underarter finns listade i Catalogue of Life.